# ماروتوکو
ماروتوکو (به لاتین: Marotoko) یک منطقهٔ مسکونی در ماداگاسکار است که در ایفانادیانا واقع شده‌است. ماروتوکو ۷٬۰۰۰ نفر جمعیت دارد و ۲۴۴ متر بالاتر از سطح دریا واقع شده‌است.